# Europa Benedykta w kryzysie kultur
Europa Benedykta w kryzysie kultur (wł. L'Europa di Benedetto nella crisi delle culture, niem. Das Europa Benedikts in der Krise der Kulturen) – 143-stronnicowy zbiór trzech wykładów autorstwa Josepha Ratzingera (późniejszego papieża Benedykta XVI) z 2005 wydany przez Wydawnictwo Watykańskie we współpracy z włoskim wydawnictwem Cantagalli (w Polsce wydany w tym samym roku przez Paulistów w Edycji Świętego Pawła).
Była to ostatnia książka autora wydana przed jego wyborem na papieża. Pracę zaprezentowali publiczności kardynał Camillo Ruini, przewodniczący Konferencji Episkopatu Włoch i Marcello Pera, prezydent senatu włoskiego. Kardynał Ruini wskazał podczas prezentacji, że książka tłumaczy m.in. dlaczego odmawia się chrześcijańskich korzeni w Unii Europejskiej. Praca składa się z trzech wykładów poświęconych kryzysowi kultury europejskiej w kontekście analizy zjawisk i wydarzeń współczesności z perspektywy wiary chrześcijańskiej. Osobą, która wspomaga człowieka współczesnego w odczytywaniu znaków czasu, jest, według autora, św. Benedykt z Nursji, patron Europy, a chrześcijaństwo to religia rozumu – Bóg nadał światu rozumne prawa i wyznaczył cele. Bez Boga (rozumnej przyczyny rzeczywistości i człowieka) rozum jednostek może być jedynie produktem ubocznym. W kontekście skrajnego ewolucjonizmu rozum można uznawać wręcz za zjawisko szkodliwe, czy też niepożądane. Ratzinger stwierdza również, że przedmiotowe traktowanie człowieka to zło, a jedynym gwarantem ludzkiej godności jest Bóg.
Na pracę składają się następujące wykłady:
- z 1992, z okazji wręczenia Ratzingerowi Nagrody Katolickiej Szkoły i Kultury w Bassano del Grappa,
- z 1997, z okazji spotkania z włoskim ruchem pro-life,
- z 1 kwietnia 2005, z wizyty w klasztorze benedyktynów św. Scholastyki w Subiaco[1].